# Agüedo Point
Agüedo Point är en udde i Antarktis. Den ligger i Sydshetlandsöarna. Argentina, Chile och Storbritannien gör anspråk på området.
Terrängen inåt land är kuperad åt sydväst, men åt nordost är den platt. Havet är nära Agüedo Point åt nordost. Trakten är glest befolkad. Närmaste befolkade plats är Maldonado Station, 2,5 kilometer öster om Agüedo Point. 